# ザハバ・ガル＝オン
ザハバ・ガル＝オン（ガロン、ヘブライ語:זהבה גלאון 1956年1月4日 - ）は、イスラエルの女性政治家。リトアニア系ユダヤ人。左派政党メレツ所属であり、党首を兼任している。

## 来歴
ソビエト連邦（現リトアニア）のヴィリニュスで生まれる。1960年、4歳のときに両親とともにイスラエルに帰還（アリーヤー）。ヘブライ大学で修士号を取得している。
政治家になる前は、イスラエルの人権団体「ベツェレム」に所属し、パレスチナ問題でのパレスチナ人の人権を守るための活動、女性の地位向上運動、同性愛者の地位向上運動、イスラエル国防軍への徴兵拒否を呼びかける活動などをしていた。
1999年のクネセト総選挙でメレツから出馬し、初当選。政治家となる。2012年には、前党首ハイム・オロンの政界引退に伴い、メレツ党首に就任した。2017年に議員を辞職、2018年にはメレツ党首選に出馬しなかったが、2022年より再び党首を務める。

## 思想
フェミニストである。また、イスラエル政界きってのリベラル派、多元主義者である。
2009年のパレスチナのガザ地区攻撃では、当時連立与党の座にあった中道左派の労働党も攻撃を容認していた中で、ガル＝オンは一貫して攻撃を批判した。「私の意見は他の政党の人たちのものとは異なっています。何故なら、メレツはイデオロギーの党であるからです」と述べ、リベラルさを見せた。
2014年のガザ紛争の際も、イスラエル政府を厳しく批判した。

## パーソナル
ペタク・チクヴァで2人の子供とともに暮らしている。